# Paguristes oculiviolaceus
Paguristes oculiviolaceus is een tienpotigensoort uit de familie van de Diogenidae. De wetenschappelijke naam van de soort is voor het eerst geldig gepubliceerd in 1937 door Glassell.